# 伊拉頓
伊拉頓（Eradan），是英國作家約翰·羅納德·鲁埃爾·托爾金（J.R.R. Tolkien）的史詩式奇幻說《魔戒三部曲》中的虛構人物。
他是剛鐸（Gondor）的宰相和第二任攝政王（Ruling Steward）。

## 名字
伊拉頓（Eradan）一名來自辛達語，意思可能是「孤獨的人」，取自於"er"代表「孤獨、單一」alone, one及"adan"代表「人類」man。自他開始，剛鐸攝政王取名不再使用昆雅語，改用辛達語。

## 總覽
伊拉頓是剛鐸的登丹人（Dúnedain）。他屬於胡林家族（House of Húrin），父親是剛鐸宰相及首任攝政王馬迪爾（Mardil）。不清楚他有沒有任何兄弟姊妹。他的兒子是赫瑞安（Herion）。
他是第二任剛鐸攝政王，兼任剛鐸的宰相（Steward）。宰相之位遠在他曾祖父佩蘭多（Pelendur）任職時變成世襲，而攝政王之位於其父馬迪爾時開始由宰相兼任，故此伊拉頓是繼承父親的位置。在他任內，剛鐸處於警覺的和平時期（Watchful Peace），暫時不受邪惡騷擾，而戒靈（Nazgûl）亦靜心潛伏在他們的巢穴。
他生於第三紀元1999年，死於2116年，享年117歲。

## 生平
伊拉頓生於第三紀元1999年，大概是在米那斯提力斯（Minas Tirith）。2080年，他的父親馬迪爾逝世，由伊拉頓繼承宰相之位。
第三紀元2116年，伊拉頓去世，結束36年的統治，由他的兒子赫瑞安繼位。

## 資料來源
1. 1 2 3  《中土世界的歷史》 Vol.12《中土世界的民族》 "The Heirs of Elendil"
2. ↑  .   [2011-11-10]. （原始内容存档于2011-10-16）.
3. 1 2 3 4 5 6  《魔戒三部曲》 2001年 聯經初版翻譯 附錄一帝王本紀及年表

| 前任： 馬迪爾 | 剛鐸宰相及攝政王 | 繼任： 赫瑞安 |